# ريتشارد جاي توبين
ريتشارد جاي توبين (بالإنجليزية: Richard J. Tobin)‏ هو شخصية أعمال أمريكي، ولد في 1963 في موريستاون في الولايات المتحدة.